# Boulengerula
Boulengerula – rodzaj płazów beznogich z rodziny Herpelidae. 

## Rozmieszczenie geograficzne
Rodzaj obejmuje gatunki występujące w Tanzanii, Kenii, Rwandzie i Malawi, być może również w Demokratycznej Republice Konga, Zambii i Burundi.

## Systematyka
Rodzaj zdefiniował w 1896 roku niemiecki zoolog i paleontolog Gustav Tornier w rozdziale poświęconym gadom i płazom, opublikowanym w publikacji pod redakcją niemieckiego zoologa Karla Möbiusa zatytułowanej Niemiecka Afryka Wschodnia. Gatunkiem typowym jest (oznaczenie monotypowe) B. boulengeri.

### Etymologia
- Boulengerula: George Albert Boulenger (1858–1937), brytyjski zoolog belgijskiego pochodzenia; łac. przyrostek zdrabniający -ula[1].
- Afrocaecilia: łac. Afer, Afra ‘Afrykanin, afrykański’, od Africa ‘Afryka’; rodzaj Caecilia Linnaeus, 1758[2]. Gatunek typowy (oryginalne oznaczenie): Boulengerula taitanus Loveridge, 1935.

### Podział systematyczny
Do rodzaju należą następujące gatunki:
- Boulengerula boulengeri Tornier, 1896
- Boulengerula changamwensis Loveridge, 1932
- Boulengerula denhardti Nieden, 1912
- Boulengerula endauensis Malonza & Wasonga, 2024
- Boulengerula fischeri Nussbaum & Hinkel, 1994
- Boulengerula niedeni Müller, Measey, Loader & Malonza, 2005
- Boulengerula spawlsi Wilkinson, Malonza, Campbell & Loader, 2017
- Boulengerula taitana Loveridge, 1935
- Boulengerula uluguruensis Barbour & Loveridge, 1928